# Chiesa di Santa Maria (Bellagio)
La chiesa di Santa Maria è un edificio religioso di Loppia, frazione di Bellagio. In stile romanico, la chiesa si trova all'interno del parco di Villa Gerli.

## Storia
Piccola chiesa del X-XI secolo, la chiesa di Santa Maria era inserita nel contesto di un'abbazia di benedettine. Quest'ultima finì in stato di abbandono già nel XVI secolo; l'abbazia fu infatti soppressa durante la Controriforma. Il chiostro dell'abbazia fu distrutto per far posto al viale che da Villa Giulia conduce a Loppia.
Il campanile, eretto nel corso dell'XI secolo, venne aggiunto in un secondo momento rispetto alla costruzione originaria.

## Descrizione
Esternamente, la facciata e l'abside sono entrambe dotate di una finestra a forma di croce.
L'interno, a navata unica con copertura lignea, presenta una pianta trapezoidale nella quale è innestata l'abside.